# Thailand Masters 1983
Das Channel 7 Pepsi Cola Thailand Masters 1983 war ein professionelles Snooker-Einladungsturnier im Rahmen der Saison 1983/84. Das Turnier wurde vom 11. bis zum 13. August 1983 im Thai-Nippon Stadium der thailändischen Hauptstadt Bangkok ausgetragen. Sieger wurde in einem rein englischen Finale Tony Meo, der sich im Finale mit einem 2:1-Sieg gegen Steve Davis durchsetzen konnte. Aufzeichnungen über potenziell hohe Breaks sind unbekannt.

## Preisgeld
Als Sponsoren des Turnieres traten sowohl Channel 7 als auch Pepsi Cola in Erscheinung, wobei es dennoch kein Preisgeld für die Spieler zu verzeichnen gab.

## Turnierverlauf
Wie bei den meisten der asiatischen Einladungsturniere dieser Zeit üblich, wurden neben vier professionellen Snookerspielern der Weltspitze – in diesem Falle mit Steve Davis und Tony Meo sowie Terry Griffiths und Doug Mountjoy jeweils zwei Engländer und Waliser – auch mehrere lokale Amateurspieler zum Turnier eingeladen, wobei dies in diesem Falle die beiden Thais Vichien Saengtong und A. Tanyuthitham waren. Beide traten in einer ersten Runde gegen jeweils einen Profispieler an, wobei die Sieger der jeweiligen Partien im Halbfinale gegen einen der übrigen Profispieler spielten. Im Anschluss daran wurde im Endspiel der Sieger des Turnieres ermittelt. Sämtliche Spiele des Turnieres wurde im Modus Best of 3 Frames gespielt.
|  | Erste Runde Best of 3 Frames | Erste Runde Best of 3 Frames |                 |   | Halbfinale Best of 3 Frames | Halbfinale Best of 3 Frames |  |  | Finale Best of 3 Frames | Finale Best of 3 Frames |
|  |                              |                              |                 |   |                             |                             |  |  |                         |                         |
|  |                              |                              |                 |   |                             |                             |  |  |                         |                         |
|  |                              |                              |                 |   |                             |                             |  |  |                         |                         |
|  | Tony Meo                     | 2                            |                 |   |                             |                             |  |  |                         |                         |
|  | Tony Meo                     | 2                            |                 |   |                             |                             |  |  |                         |                         |
|  | A. Tanyuthitham              | 0                            |                 |   |                             |                             |  |  |                         |                         |
|  | A. Tanyuthitham              | 0                            | Tony Meo        | 2 |                             |                             |  |  |                         |                         |
|  |                              |                              | Tony Meo        | 2 |                             |                             |  |  |                         |                         |
|  |                              |                              | Terry Griffiths | 1 |                             |                             |  |  |                         |                         |
|  |                              |                              | Terry Griffiths | 1 |                             |                             |  |  |                         |                         |
|  |                              |                              |                 |   |                             |                             |  |  |                         |                         |
|  |                              |                              |                 |   |                             |                             |  |  |                         |                         |
|  | Tony Meo                     | 2                            |                 |   |                             |                             |  |  |                         |                         |
|  | Tony Meo                     | 2                            |                 |   |                             |                             |  |  |                         |                         |
|  |                              |                              | Steve Davis     | 1 |                             |                             |  |  |                         |                         |
|  |                              |                              |                 | 1 |                             |                             |  |  |                         |                         |
|  |                              |                              |                 |   |                             |                             |  |  |                         |                         |
|  |                              |                              |                 |   |                             |                             |  |  |                         |                         |
|  | Steve Davis                  | 2                            |                 |   |                             |                             |  |  |                         |                         |
|  | Steve Davis                  | 2                            |                 |   |                             |                             |  |  |                         |                         |
|  |                              |                              | Doug Mountjoy   | 1 |                             |                             |  |  |                         |                         |
|  | Doug Mountjoy                | 2                            | Doug Mountjoy   | 1 |                             |                             |  |  |                         |                         |
|  | Doug Mountjoy                | 2                            |                 |   |                             |                             |  |  |                         |                         |
|  | Vichien Saengtong            | 0                            |                 |   |                             |                             |  |  |                         |                         |
|  | Vichien Saengtong            | 0                            |                 |   |                             |                             |  |  |                         |                         |

### Finale
Der Engländer Tony Meo musste bereits in der ersten Runde ins Turnier starten und hatte diese mit einem White-wash über A. Tanyuthitham deutlich überstanden. Infolgedessen hatte er im Halbfinale den walisischen Ex-Weltmeister Terry Griffiths mit 2:1 besiegt und sich somit den Einzug ins Finale gesichert. In diesem traf er mit dem amtierenden Weltmeister Steve Davis auf einen engen Freund, der dank seiner dominierenden Position im Snooker der 1980er-Jahre erst im Halbfinale ins Turnier starten konnte und dort mit 2:1 über Griffiths’ Landsmann Doug Mountjoy wie auch Meo erst im Decider das Finale erreicht hatte. Vom Endspiel selbst sind allerdings keine genauen Frame-Ergebnisse vorhanden, jedoch ging auch ebenjenes Spiel in den Decider, den Tony Meo zum 2:1-Sieg für sich entscheiden konnte.
| Finale: Best of 3 Frames Thai-Nippon Stadium, Bangkok, Thailand, 13. August 1983 |                |             |
| Tony Meo                                                                         | 2:1            | Steve Davis |
| unbekannt                                                                        |                |             |
| –                                                                                | Höchstes Break | –           |
| –                                                                                | Century-Breaks | –           |
| –                                                                                | 50+-Breaks     | –           |